# Le Bardon
Le Bardon ist eine französische Gemeinde mit 970 Einwohnern (Stand: 1. Januar 2022) im Département Loiret in der Region Centre-Val de Loire; sie gehört zum Arrondissement Orléans und zum Kanton Meung-sur-Loire. Die Einwohner werden Bardonniers genannt.

## Geographie
Le Bardon liegt etwa 22 Kilometer westnordwestlich von Orléans in der Beauce. Umgeben wird Le Bardon von den Nachbargemeinden Baccon im Norden, Meung-sur-Loire im Osten und Südosten, Baule im Süden und Südosten, Messas im Süden und Südwesten sowie Cravant im Westen und Südwesten.

## Bevölkerungsentwicklung
| Jahr                       | 1962 | 1968 | 1975 | 1982 | 1990 | 1999 | 2006 | 2018 |
| Einwohner                  | 515  | 538  | 561  | 724  | 783  | 818  | 871  | 1011 |
| Quellen: Cassini und INSEE |      |      |      |      |      |      |      |      |

## Sehenswürdigkeiten

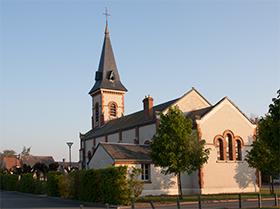
Kirche Saint-Vrain

- Kirche Saint-Vrain